# Homem-Formiga e a Vespa
Ant-Man and the Wasp (bra/prt: Homem-Formiga e a Vespa) é um filme norte-americano de 2018, baseado nos personagens Scott Lang / Homem-Formiga e Hope van Dyne / Vespa, da Marvel Comics, produzido pela Marvel Studios e distribuído pela Walt Disney Studios Motion Pictures, sendo a sequência de Ant-Man, de 2015, e o vigésimo filme do Universo Cinematográfico Marvel. Dirigido por Peyton Reed e escrito por Paul Rudd com as equipes de Chris McKenna e Erik Sommers, e Andrew Barrer e Gabriel Ferrari, é estrelado por Rudd, Evangeline Lilly, Bobby Cannavale, Michael Peña, Tip "T.I." Harris, Judy Greer, David Dastmalchian, Michael Douglas, Michelle Pfeiffer, Laurence Fishburne, Hannah John-Kamen, Randall Park e Walton Goggins. Em Ant-Man and the Wasp, Lang se associa com van Dyne para embarcar em uma nova missão de Pym.
As conversas para uma sequência de Ant-Man começaram logo após o lançamento do filme, com Ant-Man and the Wasp sendo anunciados oficialmente em outubro de 2015, com Rudd e Lilly retornando para retomar seus papéis. Rudd se juntou oficialmente ao longa-metragem para dirigir, também retornando como o personagem homônimo. As filmagens ocorreram entre agosto e novembro de 2017 em Pinewood Atlanta Studios, no Condado de Fayette, área metropolitana de Atlanta e Savannah. Filmagens adicionais aconteceram em San Francisco e no Havaí.
Ant-Man and the Wasp foi lançado em 6 de julho de 2018 nos Estados Unidos nos formatos convencional, 3D e IMAX. Foi recebido com críticas positivas, as quais foram direcionadas à história, aos efeitos visuais, às atuações de Rudd, Lilly, Douglas e Peña, ao humor da obra, às cenas de ação, com críticos afirmando ser uma sequência melhor do que seu antecessor. O filme arrecadou mais de 622 milhões de dólares em todo o mundo. Uma sequência, intitulada de Ant-Man and the Wasp: Quantumania, foi lançada no dia 16 de Fevereiro de 2023 no Brasil e em Portugal e no dia 27 de Fevereiro do mesmo ano nos Estados Unidos.

## Enredo
Em 1987, Janet Van Dyne encolhe entre as moléculas de um míssil nuclear soviético, desabilitando-o, mas acaba ficando presa no reino quântico subatômico. Hank Pym abraça sua filha, acreditando que Janet está morta. Anos mais tarde, o ex-criminoso Scott Lang assume o manto de Homem-Formiga e descobre uma maneira de entrar e voltar do reino quântico. Pym e Hope Van Dyne começam a trabalhar para repetir esse feito, acreditando que podem encontrar Janet viva. Lang e Hope também iniciam um relacionamento e começam a treinar para lutar juntos como o Homem-Formiga e a Vespa, até Lang secretamente ajudar o Capitão América durante uma rixa entre os Vingadores, violando os Acordos de Sokovia. Lang é colocado sob prisão domiciliar, enquanto Pym e Hope se escondem e cortam laços com Lang.
Dois anos depois, Pym e Hope conseguem abrir um túnel para o reino quântico. Lang recebe uma mensagem aparente de Janet com quem ele é quanticamente conectado. Apesar de ter apenas dias de prisão domiciliar, Lang decide ligar para Pym. Hope seqüestra Lang, deixando um disfarce para não despertar suspeitas do agente do FBI Jimmy Woo. Vendo a mensagem como confirmação de que Janet está viva, Pym e Hope trabalham para criar um túnel estável para que possam levar um veículo para o reino quântico e recuperar Janet. Hope organiza a compra de uma peça necessária para o túnel do negociante do mercado negro Sonny Burch, mas Burch percebeu o lucro potencial que pode ser obtido com a pesquisa de Pym e Hope. Hope luta contra Burch e seus homens, até que ela é atacada por uma mulher quanticamente instável. Lang tenta ajudar a combater esse "fantasma", mas ela escapa com o laboratório portátil de Pym.
Pym relutantemente visita seu ex-parceiro Bill Foster, que os ajuda a localizar o laboratório. A Fantasma captura Lang, Hope e Pym quando eles chegam, e se revela ser Ava Starr. Seu pai Elihas, outro ex-parceiro de Pym, acidentalmente matou a si mesmo e sua esposa durante um experimento quântico que causou o estado instável de Ava. Foster revela que ele tem ajudado Ava, que eles planejam curar usando a energia quântica de Janet. Acreditando que isso vai matar Janet, Pym se recusa a ajudá-los e o trio consegue escapar.
Abrindo uma versão estável do túnel desta vez, Pym e Hope podem entrar em contato com Janet, que lhes dá um local preciso para encontrá-la, mas adverte que eles só têm duas horas antes que a natureza instável do reino os separe por um século. Burch descobre sua localização com os parceiros comerciais de Lang, Luis, Dave e Kurt, e informa um contato no FBI. Luis avisa Lang, que corre para casa antes que Woo possa vê-lo quebrar sua prisão domiciliar. Isso faz Pym e Hope sejam presos, e o laboratório deles é levado por Ava.
Logo em seguida, Lang ajuda Pym e Hope a escapar da custódia, e eles encontram o laboratório. Lang e Hope distraem Ava enquanto Pym entra no reino quântico para recuperar Janet, e ele a encontra, mas durante a fuga, Lang e Hope dão de frente com Burch e seus homens, e em seguida, inicia-se uma perseguição, onde no final, Burch leva o laboratório de Hank, porém, o mesmo é recuperado por Lang. Ava rouba o controle de Luis, e faz com que o laboratório cresça no meio da rua. Ela chega ao túnel e começa à sugar energia do reino quântico, machucando Janet, porém é impedida por Lang e Hope. Hank e Janet chegam do reino quântico.
Luis, Dave e Kurt ajudam a apreender Burch. Após Pym e Janet chegarem em segurança do reino quântico, Janet voluntariamente dá um pouco de sua energia para Ava para estabilizá-la temporariamente.
Lang retorna para casa mais uma vez, a tempo de Woo libertá-lo no final da sua prisão domiciliar. Ava e Foster se escondem.
Em uma cena no meio dos créditos, Pym, Lang, Hope e Janet planejam colher energia quântica para continuar ajudando Ava. Após Lang extrair energia do reino quântico, ele perde o contato com Hope, Janet e Hank. A câmera retorna para os três, e mostra que eles foram desintegrados. Na cena pós-créditos, mostra a TV da casa de Lang transmitindo um alerta global de emergência, enquanto a formiga dele está tocando bateria.

## Elenco
- Paul Rudd como Scott Lang / Homem-Formiga:
Um ex-criminoso mesquinho que adquiriu um traje que permite que ele diminua ou cresça em escala enquanto aumenta sua força.[12] Após os acontecimentos de Captain America: Civil War (2016), em que Lang escapa da prisão de Raft, o diretor Peyton Reed disse que "ele é um fugitivo na maior parte do primeiro filme do Ant-Man (2015). Ele é apenas um fugitivo maior agora."[13] Rudd estava interessado em Lang ser uma pessoa normal, em vez de "heróico ou super inato", e ser movido por seu desejo de ser um pai responsável.[14]
- Evangeline Lilly como Hope van Dyne / Vespa:
A filha de Hank Pym e Janet van Dyne, que recebeu um traje semelhante e o manto de Vespa de sua mãe.[12] Os escritores ficaram entusiasmados em poder dar à personagem uma introdução adequada como a Vespa, mostrando seu "conjunto de poder, como ela luta e quais são as injustiças que importam para ela"..[15] Lilly sentiu que a personagem recebe "uma satisfação incrível" ao se tornar a Vespa, "algo que ela esperou por toda a vida, o que é essencialmente uma afirmação de seu pai."[16] O relacionamento dela com Lang é mais complicado do que no primeiro filme, já que ela possui ressentimento por suas ações realizadas em Captain America: Civil War.[17] Lilly sentiu que era importante que Hope "fosse uma pessoa extremamente empática e compassiva" e que ela "sempre insistisse para que as qualidades femininas fossem evidentes quando ela estivesse lidando com as situações". Em suas sequências de luta, Lilly queria se afastar do estilo de luta mais masculino de Muay Thai e MMA que ela havia aprendido no primeiro filme, observando que Hope se move de forma diferente de um homem, então suas lutas deveriam ter "elegância, graça e feminilidade" com "um estilo exclusivo" que as jovens pudessem desfrutar e imitar. Lilly trabalhou com os escritores para ajudar a garantir que Hope fosse capaz de "representar uma mulher moderna" sem se tornar o estereótipo de uma figura materna.[18] Madeleine McGraw interpreta uma Hope van Dyne mais jovem.[19]
- Michael Peña como Luis:
Ex-colega de cela de Lang e membro de sua equipe de segurança X-Con.[20][17] Houve menos oportunidade para Peña poder improvisar, em comparação com o primeiro filme, onde ele e Rudd ainda estavam desenvolvendo o personagem durante as filmagens.[21] A equipe de criação pretendia apresentar outra cena de Luis "rifando uma longa história", assim como ele fez no primeiro filme, mas não queria que isso se repetisse; eles foram capazes de ter uma abordagem diferente, dando ao personagem o soro da verdade em uma cena para este filme.[22]
- Walton Goggins como Sonny Burch: Um "tipo criminoso de baixo escalão" que deseja que a tecnologia de Pym seja vendida no mercado negro.[23]
- Bobby Cannavale como Jim Paxton: Um policial, casado com a ex-mulher de Lang, Maggie.[24][17]
- Judy Greer como Maggie: A ex-mulher de Lang.[25]
- Tip "T.I." Harris como Dave: Um membro da equipe de segurança X-Con de Lang.[26][17]
- David Dastmalchian como Kurt: Um membro da equipe de segurança X-Con de Lang.[27][17]
- Hannah John-Kamen como Ava Starr / Fantasma:
Uma mulher com instabilidade molecular, que pode se transformar em objetos;[23][28] ela só é considerada uma "vilã" porque suas tentativas de sobrevivência se chocam com os objetivos dos heróis.[17] O personagem é tradicionalmente retratado como masculino nos quadrinhos, mas a equipe criativa acreditava que o seu gênero era irrelevante e achou que escalar uma mulher seria mais interessante.[23] Também permitiu que eles continuassem com o tema pais e filhas que envolveu outros personagens do filme.[22] John-Kamen gostou da situação "em branco", o que lhe permitiu tornar o personagem seu.[29] O produtor Stephen Broussard disse que queriam escalar uma atriz menos conhecida para ajudar a manter o mistério do personagem, e John-Kamen "nos surpreendeu".[17] RaeLynn Bratten interpreta uma jovem Ava Starr.[19]
- Abby Ryder Fortson como Cassie: A filha de Lang e Maggie.[24]
- Randall Park como Jimmy Woo: Um agente do FBI e oficial de condicional de Lang.[30][31][17]
- Michelle Pfeiffer como Janet van Dyne:
A esposa de Pym, a mãe de Hope e a Vespa original, que está perdida no Reino Quântico.[30] Pfeiffer era a escalação dos sonhos de Reed para o papel quando ele estava trabalhando no primeiro filme, e garantiu que daria sua opinião sobre a personagem. Ele notou que a personagem passou 30 anos no reino quântico, então houve uma dúvida sobre como isso a afetou.[32] O produtor Kevin Feige explicou que a personagem envelhece mais de 30 anos, embora o tempo funcione de forma diferente no reino quântico, para evitar qualquer "estranheza de ficção científica" que poderia reduzir a emoção do reencontro entre Pym e Hope no filme.[33] Michelle Pfeiffer foi rejuvenescida para interpretar a jovem Janet van Dyne, com Hayley Lovitt atuando como dublê de referência.[34] Lovitt interpretou Janet no primeiro filme, antes de Pfeiffer se envolver com a franquia. Reed explicou que Lovitt foi escalada para o primeiro filme por causa de seus "olhos parecidos com pires, similares aos de Michelle Pfeiffer".[32]
- Laurence Fishburne como Bill Foster:
Um velho amigo de Pym, que já foi seu assistente no Projeto Golias.[28] Fishburne abordou a Marvel sobre como ingressar no UCM, apresentando-lhes algumas ideias sobre quem ele poderia retratar, antes que a Marvel oferecesse a ele o papel de Foster neste filme.[35] Fishburne já havia interpretado Perry White pelo Universo Estendido DC, mas disse que sempre sonhou em estar em um filme do UCM, admitindo que se considera um "cara da Marvel".[36] Reed comparou a rivalidade entre Foster e Pym àquela de Steve Jobs e Bill Gates,[37] e queria um ator que pudesse ficar "de igual para igual" com Michael Douglas.[32] Laurence Fishburne foi rejuvenescido para retratar o jovem Bill Foster, com Langston Fishburne, filho de Laurence, atuando como dublê de referência.[34]
- Michael Douglas como Hank Pym:
Um entomologista, físico e ex-agente da S.H.I.E.L.D., que se tornou o Homem-Formiga original após descobrir as partículas subatômicas que tornam a transformação possível.[38] Pym se aproximou muito de sua filha Hope desde o primeiro filme e, de acordo com Feige, ele possui "aquela alegria da paternidade" ao vê-la se tornar uma super-heroína por seus próprios méritos. Reed foi atraído pelas decisões "moralmente duvidosas" que Pym às vezes toma.[17] Douglas foi rejuvenescido para retratar o jovem Hank Pym, com Dax Griffin atuando como um dublê de referência, tendo feito isso também no primeiro filme.[34]

Além disso, Stan Lee, co-criador dos heróis titulares, tem uma participação especial no filme como um homem cujo carro foi encolhido por acidente. Michael Cerveris aparece como o pai de Ava, Elihas Starr, enquanto Riann Steele interpreta sua esposa e mãe de Ava, Catherine. Tim Heidecker e Brian Huskey aparecem em participações especiais como o capitão de um barco baleeiro chamado Daniel Gooobler e um professor na escola de Cassie, respectivamente. A equipe de homens de Sonny Burch inclui Divian Ladwa como Uzman, Goran Kostić como Anitolov e Rob Archer como Knox, enquanto Sean Kleier interpreta Stoltz, o homem interno do FBI de Burch e subordinado de Jimmy Woo. Tom Scharpling e Jon Wurster do The Best Show fazem breves aparições como motoristas de SUV de Burch.

## Dublagem brasileira
Dubladores
- Angélica Santos[41]
- Cássia Bisceglia[41]
- Luiz Antonio Lobue[41]
- Marcelo Pissardini[41]
- Márcio Araújo[41]
- Márcio Marconato[41]
- Nestor Chiesse[41]
- Ramon Campos[41]
- Renata Villaça[41]
- Sandra Mara Azevedo[41]
- Thiago Zambrano[41]

## Produção

### Desenvolvimento
É tão óbvio que precisa haver heróis femininos... Nos quadrinhos dos anos 60, a Vespa da Janet van Dyne foi claramente escrito por todos os homens e era bastante unidimensional. Ela ficou muito mais dimensionalizada desde então. Essa é uma daquelas coisas que acho que vai ser realmente emocionante [neste filme].

—O director Peyton Reed sobre a inclusão da Vespa no filme
Em junho de 2015, o diretor de Ant-Man, Peyton Reed, manifestou interesse em voltar para uma sequência ou prequela desse filme, dizendo que "realmente se apaixonou por esses personagens" e sentiu que "há muita história para contar com Hank Pym". Um mês depois, o ator Michael Douglas, intérprete do personagem Hank Pym, disse que não assinou contrato para nenhum filme adicional, mas "esperaria mais se isso acontecesse", e expressou o desejo de ter sua esposa, Catherine Zeta-Jones, no papel de Janet van Dyne para um possível acompanhamento. Evangeline Lilly — que interpretou Hope van Dyne, filha de Pym e Van Dyne — queria ver Michelle Pfeiffer no papel. O produtor Kevin Feige revelou que o estúdio tinha uma "ideia muito legal" para Ant-Man and the Wasp e disse que "se o público quiser, encontraremos um lugar para fazê-lo". Reed também mencionou que houve conversas sobre fazer uma aventura autônoma com Hank Pym como o Homem-Formiga, possivelmente incluindo a abertura original de Ant-Man com Jordi Mollà, que foi cortada do filme final. Eric Eisenberg, do Cinema Blend, opinou que uma aventura independente com Pym e a sequência cortada seria um bom candidato para reviver a série de curtas-metragens Marvel One-Shots. No final de julho, David Dastmalchian expressou interesse em voltar para uma sequência como Kurt.
Em outubro de 2015, a Marvel Studios confirmou a sequência, intitulada Ant-Man and the Wasp, com lançamento agendado para 6 de julho de 2018. Reed estava em negociações para dirigir a sequência até o final do mês, e anunciou seu retorno em novembro, junto com a confirmação de Paul Rudd e Lilly retornando como Scott Lang / Homem-Formiga e Hope van Dyne / Vespa, respectivamente. Apesar de ter sido oferecida a chance de dirigir sequências no passado, Reed nunca tinha feito isso por falta de interesse, mas estava animado para trabalhar em Ant-Man and the Wasp porque havia "muito mais história para contar com esses personagens que tenho um carinho genuíno e um tipo de sentimento de proteção sobre". Ele também foi capaz de construir a sequência "do zero", já que se juntou ao primeiro filme no final do processo, após a saída do escritor e diretor original Edgar Wright, e queria explorar elementos que ele havia criado no primeiro filme. Em primeiro lugar, Reed começou a trabalhar em um esboço para a sequência, que ele pensou que poderia ser "estranho, único e diferente" agora que as origens dos personagens haviam sido estabelecidas. Por ser o primeiro filme do UCM a ter uma personagem feminina no título com a Vespa, Reed o chamou de "orgânico" e observou a linha final da Vespa em Ant-Man — 'É sobre o maldito tempo' — como "muito sobre sua personagem específica e arco nesse filme, mas é absolutamente sobre uma coisa maior. Já está na hora: vamos ter um herói totalmente realizado e muito, muito complicado no próximo filme, que por acaso é uma mulher." Reed pressionaria para garantir que A Vespa recebesse publicidade e mercadoria iguais para o filme, e também queria explorar a história de Janet van Dyne. Ele tinha "ideias definidas" de quem deveria interpretar essa personagem. Reed disse que o título alternativo Wasp and the Ant-Man foi brevemente considerado, mas não foi escolhido devido à expectativa dos fãs, dada a história dos quadrinhos da frase "Ant-Man and the Wasp". Naquele mês, Adam McKay, um dos escritores de Ant-Man, expressou interesse em voltar para escrever o filme, e Douglas confirmou que estava em negociações para voltar também.

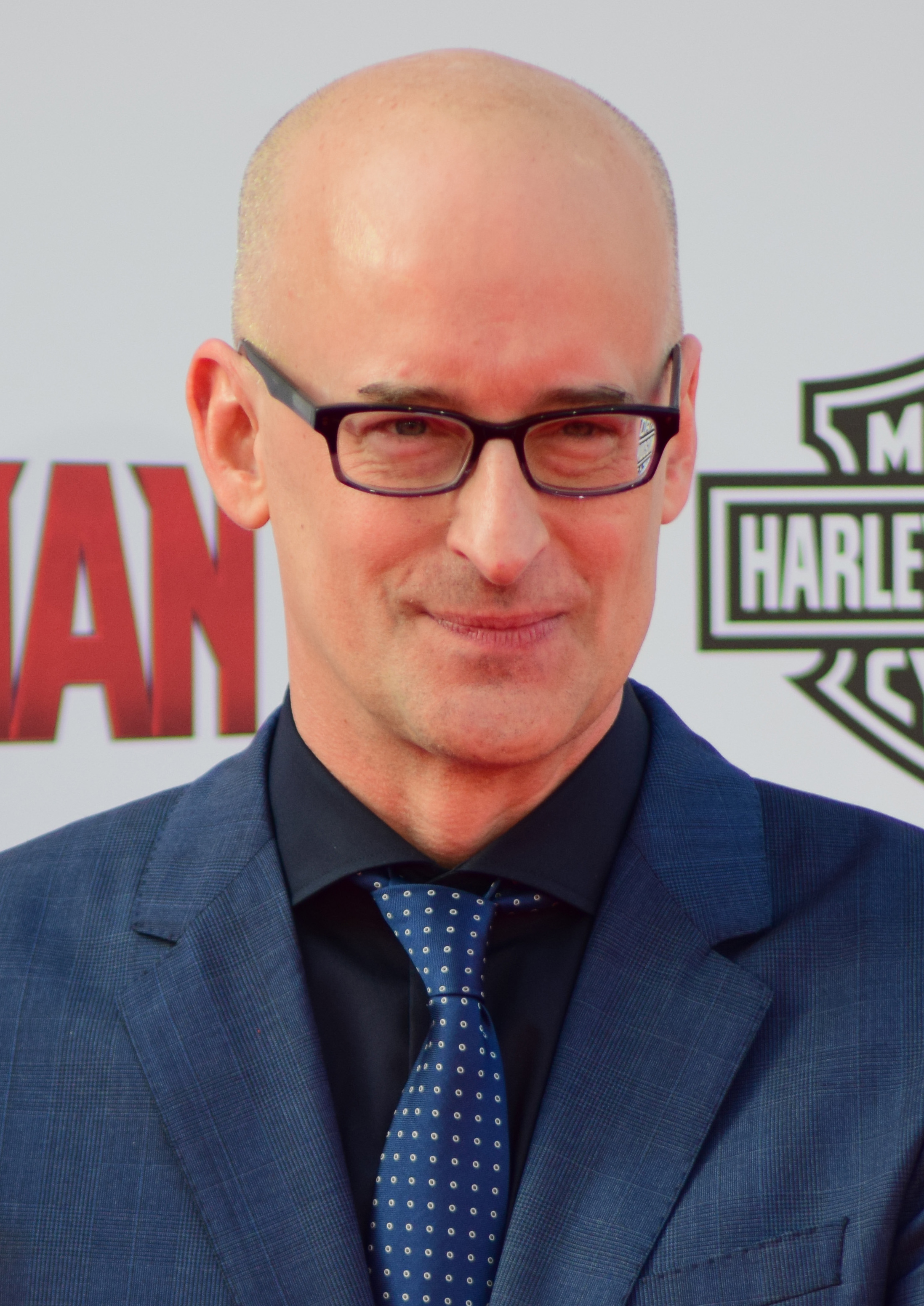
O diretor Peyton Reed estava animado em desenvolver uma sequência "the ground up" depois de se juntar ao primeiro Ant-Man no final do processo

Reed afirmou no início de dezembro que o filme pode "chamar de volta" o género de filme de assalto e o tom de Ant-Man, mas que Ant-Man and the Wasp teria "um modelo de gênero totalmente diferente". Ele esperava incorporar sequências de flashback adicionais no filme, bem como explorar as várias identidades de Pym nos quadrinhos e sua psicologia. Reed também disse que estava "animado" em explorar e descobrir a versão cinematográfica da relação Homem-Formiga e a Vespa que é "uma parceria romântica e uma parceria heróica" nos quadrinhos, uma "dinâmica diferente da que vimos no resto do [UCM], uma parceria real." Além disso, Reed mencionou que a pré-produção "provavelmente" começaria em outubro de 2016, com as filmagens programadas para o início de 2017. Os escritores de produção do primeiro filme, Gabriel Ferrari e Andrew Barrer, assinaram contrato para escrever o roteiro junto com Rudd, com a escrita começando "a sério" em janeiro de 2016. No mês seguinte, McKay afirmou que estaria envolvido com o filme de alguma forma. Em abril, os quatro escritores e Reed estavam "enfurnados em uma sala... pensando na história", com Reed prometendo que teria "coisas que você nunca viu em um filme antes". Feige acrescentou que eles queriam "permanecer fiéis ao que tornava [Ant-Man] tão único e diferente", e provocou o potencial de ver a versão do Homem-Gigante de Lang que foi introduzida em Captain America: Civil War (2016). Apesar de estar "intimamente envolvido na escrita e no desenvolvimento do roteiro", Reed não recebeu ou recebeu um crédito de escritor no filme.
Em junho de 2016, Reed disse que, para se inspirar nos quadrinhos, ele estava olhando "as primeiras coisas dos Vingadores e todo o caminho até as coisas de Nick Spencer agora", e estava se concentrando em imagens icônicas que poderiam ser replicadas no filme ao longo das histórias dos quadrinhos. Ele acrescentou que havia "definitivamente uma chance" para Michael Peña, Tip "TI" Harris e Dastmalchian reprisar seus respectivos papéis como Luis, Dave e Kurt do primeiro filme. Na San Diego Comic-Con 2016, Feige afirmou que Reed e Rudd ainda estavam trabalhando no roteiro, e que as filmagens agora deveriam começar em junho de 2017. Rudd elaborou que eles "entregaram um tratamento, mas é tão preliminar. Veremos. Temos uma ideia de como pode ser, mas pode mudar muito de onde estamos agora." No mês seguinte, Peña foi confirmado para retornar como Luis, enquanto que as filmagens foram reveladas para ocorrerem em Atlanta, Geórgia. No início de outubro, um roteiro inicial foi concluído para o filme que aguardava a aprovação da Marvel. Reed mais tarde revelou que os primeiros rascunhos do roteiro incluíam uma participação especial do Capitão América, aparecendo durante as sequências de flashback de Luis enquanto ele recapitulava o envolvimento de Lang na batalha do aeroporto em Captain America: Civil War. No entanto, os escritores optaram por remover a aparição do roteiro final, uma vez que os eventos de Civil War já eram mencionados com frequência no filme, e esse caso "não parecia orgânico para a história".

### Pré-produção
No início de novembro de 2016, Reed disse que a produção do filme faria a transição da "fase de escrita" para a "preparação oficial" naquele mês, começando com o desenvolvimento visual. Reed reiterou seu entusiasmo por apresentar a Vespa e "realmente projetar seu visual, a maneira como ela se move, o conjunto de energia e descobrir, mais ou menos, quem Hope van Dyne é como herói". Reed se inspirou nos filmes After Hours (1985), Midnight Run (1988) e What's Up, Doc? (1972) para a aparência de Ant-Man and the Wasp. Embora o primeiro filme tenha sido mais um filme de assalto, Reed descreveu isso como parte de filme de ação, parte comédia romântica, e foi inspirado nas obras de Elmore Leonard, onde existem "vilões, mas também temos antagonistas, e temos esses obstáculos para nossos heróis chegando onde precisam". Ele também declarou sua decepção com a introdução do Homem-Gigante acontecendo em Civil War, ao invés de um filme do Homem-Formiga, mas observou que a aparência forneceu oportunidades de desenvolvimento de personagem entre Lang, Pym e Van Dyne, já que Pym é "muito claro no primeiro filme sobre como ele se sente sobre Stark e como ele se sente sobre os Vingadores e sendo muito protetor com essa tecnologia que ele tem", e então Reed pensou que Pym ficaria" chateado "e Van Dyne se sentiria traído, o que foi o "in" de Reed para a dinâmica inicial desses personagens. Reed acrescentou que ele passa "muito tempo" conversando com os outros escritores e diretores de filmes UCM, e que ele e os escritores deste filme desejam manter "nosso cantinho do universo do Homem-Formiga. Porque é uma vibração totalmente diferente em termos de tons". O físico quântico Spyridon Michalakis do Instituto de Informação Quântica e Matéria do Instituto de Tecnologia da Califórnia voltou a ser consultor do filme, depois de fazer o mesmo em Ant-Man, e explicou aos cineastas a ciência por trás de se tornar extremamente pequeno. Michalakis descreveu o reino subatômico como "um lugar de possibilidades infinitas, um universo alternativo onde as leis da física e as forças da natureza como as conhecemos não se cristalizaram" e sugeriu que deveria ser representado no filme por "belas cores mudando constantemente para refletem a transitoriedade."
Em fevereiro de 2017, Douglas confirmou que repetiria seu papel como Hank Pym no filme. Durante a estreia em Hollywood de Guardians of the Galaxy Vol. 2 em abril, Dastmalchian confirmou seu retorno como Kurt, e um mês depois, Harris confirmou seu retorno como Dave também. Durante aquele mês de maio, a Marvel se reuniu com várias atrizes para um "papel-chave" na sequência, com Hannah John-Kamen escalada para o papel no início de junho. No mês seguinte, Randall Park se juntou ao elenco como Jimmy Woo, e Walton Goggins foi escalado para um papel não revelado. Na San Diego Comic-Con 2017, o elenco de Park foi confirmado; Os papéis de John-Kamen e Goggins foram revelados como Fantasma e Sonny Burch, respectivamente; e o elenco de Pfeiffer como Janet van Dyne e Laurence Fishburne como Bill Foster foi anunciado. Judy Greer foi confirmada para reprisar seu papel como Maggie do filme anterior na semana seguinte. Louise Frogley atuou como figurinista no filme depois de fazê-lo em Spider-Man: Homecoming (2017), e trabalhou com Ivo Coveney para criar os trajes de super-heróis para o filme. Com base nos designs de Andy Park, os trajes são atualizados para o filme, dos designs inspirados na década de 1960 usados no primeiro Ant-Man para designs mais modernos. O traje da Vespa incluía asas práticas que foram substituídas por asas digitais para quando estivessem expandidas e prontas para o vôo.
Os irmãos Russo, diretores de Avengers: Infinity War e Avengers: Endgame, que estavam filmando enquanto Ant-Man and the Wasp se preparava para filmar, estavam em constante discussão com Reed para garantir que os elementos da história se alinhassem entre os filmes. Joe Russo acrescentou que Ant-Man and the Wasp teria "alguns elementos [enredo] que se encaixam" intimamente com Avengers: Infinity War, mais do que alguns dos outros filmes que antecederam os filmes dos Vingadores. Reed sabia que Ant-Man and the Wasp seria "um filme bastante independente, mas... não poderia ignorar os eventos de Infinity War", com a maior conexão ocorrendo na cena do meio dos créditos do filme. Uma vez que os eventos de Ant-Man and the Wasp ocorrem ao longo de 48 horas, a linha do tempo em relação a Infinity War foi "deixada propositadamente ambígua" com Reed observando que houve discussões sobre a colocação de "pequenos ovos de Páscoa ao longo do caminho, para começar a revelar o público onde o filme se passa na linha do tempo, [mas] não pareceu muito divertido para nós e meio óbvio." Reed também gostou de como o filme termina com um encerramento e com uma nota positiva "e então BANG — dê ao público um soco no estômago logo após os créditos principais", com a sequência mostrando Hank Pym, Janet van Dyne e Hope van Dyne se desintegrando devido ao Blip apresentado no final de Avengers: Infinity War. O filme também tem uma cena pós-crédito que mostra a formiga que dobrou por Lang enquanto estava em prisão domiciliar fazendo um solo de bateria.

### Filmagens

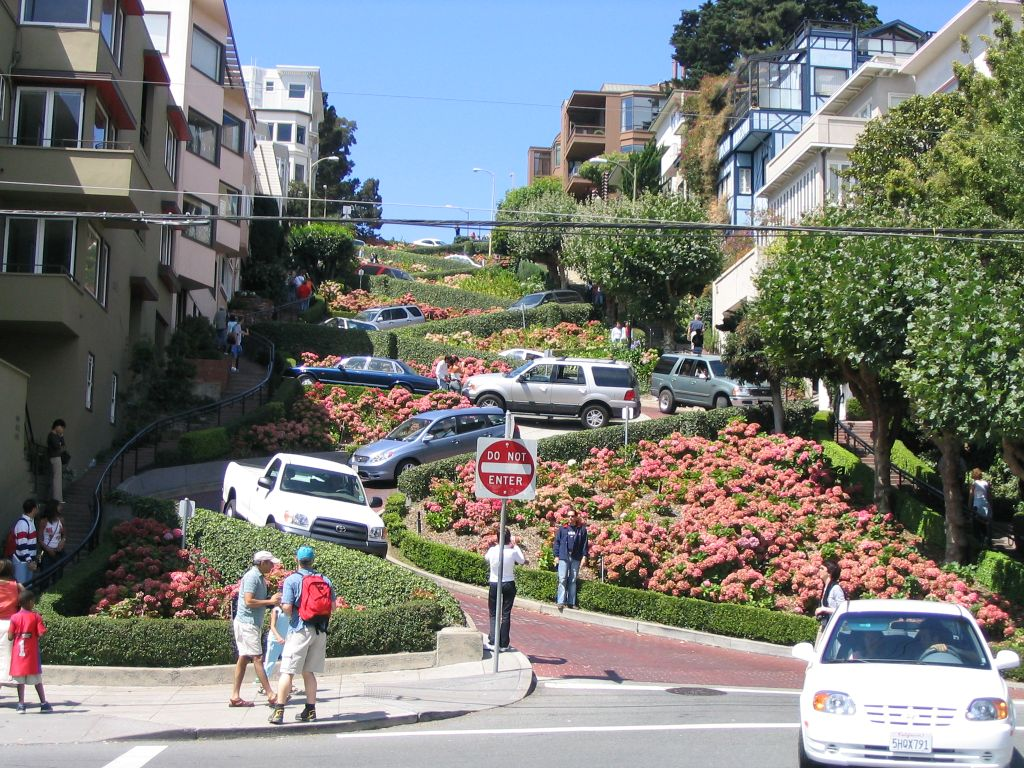
As filmagens adicionais aconteceram em San Francisco, o cenário do filme, incluindo uma sequência de ação na Lombard Street (foto).

A fotografia principal começou em 1 de agosto de 2017, no Pinewood Atlanta Studios em Fayette County, Geórgia, sob o título de produção Cherry Blue; Dante Spinotti atuou como diretor de fotografia, filmando com câmeras Arri Alexa 65, com algumas sequências sendo filmadas com lentes Frazier. No início das filmagens, a Marvel revelou que Bobby Cannavale e Abby Ryder Fortson também reprisariam seus papéis do primeiro filme, respectivamente como Paxton e Cassie, e que Chris McKenna e Erik Sommers contribuíram para o roteiro.
O conjunto de laboratório e túnel quântico do filme foi inspirado em The Time Tunnel (1966–67), e foi o maior conjunto físico construído para um filme do UCM, que Reed brincou dizendo que era "um pouco contra-intuitivo". Para a sequência em que Janet van Dyne se comunica por meio de Lang, a inspiração foi tirada de All of Me (1984), em que a personagem de Lily Tomlin está presa no corpo do personagem de Steve Martin. Houve discussões sobre Pfeiffer interpretar a cena primeiro para dar a Rudd uma ideia de como ela agiria, mas o grupo decidiu deixar Rudd inventar a cena completamente sozinho. Para a câmara no covil do Fantasma, a equipe de produção do designer de produção Shepherd Frankel queria criar um ambiente exclusivo para o UCM e projetou a câmara com lentes fresnel para fornecer padrões de círculos concêntricos que servissem a um propósito prático para a história do filme além de diferenciar a estética de outros conjuntos e criar mistério sobre o personagem. A câmara é rodeada por "formas de suporte" para "criar este sentimento de desespero e desejo de família e estabilidade".
As filmagens também aconteceram na região metropolitana de Atlanta, com locações de filmagem incluindo Atlanta International School, os distritos de Midtown e Buckhead de Atlanta e a Samuel M. Inman Middle School no bairro Virginia-Highland da cidade; bem como a Emory University e o Atlanta Motor Speedway em Hampton, Georgia. As filmagens adicionais aconteceram em São Francisco em setembro de 2017, em Savannah, Geórgia no final de outubro, e no Havaí. A produção terminou em 19 de novembro de 2017.

### Pós-produção
No final de novembro, Lilly disse que os personagens iriam tentar entrar no Reino Quântico no filme, e seu sucesso potencial "abriria todo um novo multiverso para entrar e brincar" para o UCM. O filme inclui um clipe de Animal House (1978), do qual Reed foi lembrado ao discutir a ciência do reino quântico para o filme. Reed insistiu que o filme teria menos de duas horas, já que sucederia o "massivamente épico" Infinity War e porque é "uma comédia de ação e não queria perder as boas-vindas". Dan Lebental e Craig Wood editaram o filme. A sequência de créditos principais do filme é uma versão "de mesa" de suas sequências de ação, e foi criada por Elastic. Uma ideia alternativa que foi considerada foi criar um "documentário falso dos bastidores" que faria o filme parecer um filme do Godzilla da década de 1950 com "pessoas de terno pisando em modelos de paisagens urbanas".

#### Efeitos visuais
Os efeitos visuais do filme foram criados pela DNEG, Scanline VFX, Method Studios, Luma Pictures, Lola VFX, Industrial Light & Magic, Cinesite, Rise FX, Rodeo FX, Crafty Apes, Perception NYC, Digital Domain e The Third Floor.
A DNEG trabalhou em mais de quinhentas tomadas, incluindo os efeitos para Fantasma — que foram compartilhados com os outros fornecedores —, a sequência de perseguição do terceiro ato e a luta final da Fantasma enquanto Hank e Janet estavam retornando do reino quântico. Para as sequências de "macro-fotografia" do filme, o DNEG adotou uma abordagem diferente de seu trabalho em Ant-Man devido a problemas, incluindo tentar fazer uma câmera parecer pequena o suficiente para capturar as pequenas ações. Embora parte do filme tenha sido filmado com lentes Frazier que fornecem profundidade de campo extra, DNEG ainda precisaria "reprojetar a estrada mais alto e" elevar o nível do chão "para simular uma câmera de tamanho minúsculo". Como a sequência de perseguição do terceiro ato foi filmada principalmente em Atlanta, enquanto se passava em San Francisco, o Supervisor de VFX da DNEG, Alessandro Ongaro, observou que era necessário um "trabalho de ambiente extenso" com elementos de fundo em algumas cenas não sendo recuperáveis de todo. O DNEG acabou criando 130 ambientes exclusivos para a perseguição. A Clear Angle ajudou o DNEG com a pesquisa Lidar e a fotografia de São Francisco, e conseguiu obter as informações da Lombard Street com resolução milimétrica. O DNEG também tratou da conversão estéreo no filme para liberá-lo nas proporções de aspecto de 2,39: 1 e 1,90: 1 (para IMAX). O quadro mais quadrado da proporção IMAX foi usado como base para os efeitos visuais, com a versão 2.39: 1 sendo então convertida em caixa de correio da versão finalizada do IMAX.
Lola mais uma vez trabalhou nas sequências de envelhecimento com Douglas, Pfeiffer e Fishburne. As sequências de flashback com um Hank Pym mais jovem foram definidas na mesma época que as sequências de flashback de Ant-Man, então Lola foi capaz de usar um processo semelhante, referenciando a aparição de Douglas em Wall Street (1987) e tendo o ator no cenário um guarda-roupa e uma peruca diferentes. O supervisor de efeitos visuais de Lola, Trent Claus, sentiu que o de Pfeiffer era menos complicado, já que "ela envelheceu incrivelmente bem" e ainda tem cabelos grandes e um grande sorriso. O trabalho de Pfeiffer em Ladyhawke (1985) e outros filmes da época foi referenciado. Para Fishburne, seu filho serviu como seu sósia mais jovem e ajudou a informar Lola como a pele do Fishburne mais velho ficaria em certas situações de iluminação. Os filmes que Lola procurava para a personalidade mais jovem de Fishburne incluíam Boyz n the Hood (1991) e Deep Cover (1992). Lola também deixou Fishburne mais magro e todos os atores tiveram suas posturas ajustadas.
Luma trabalhou nas cenas em que o Homem-Formiga e a Vespa se infiltram no esconderijo da Fantasma, onde tiveram que recriar todo o ambiente com CGI. Eles também criaram a primeira sequência de túnel quântico onde Fantasma recebe seus poderes, e o lançamento do míssil de flashback, que teve que ser replicado exatamente de como apareceu em Ant-Man. A nova versão do reino quântico, projetada por Reed e pelo supervisor de VFX de produção Stephane Ceretti, foi criada pelo Method. O supervisor de efeitos visuais do Method Studios, Andrew Hellen, explicou: "Fizemos muitas pesquisas em fotografia de nível macro e celular e brincamos com diferentes maneiras de visualizar a mecânica quântica. Tem uma qualidade muito mágica, com um toque científico. Também usamos efeitos de glitching e lentes macro para embasar a filmagem e evitar que parecesse muito terrestre. " O método também trabalhou na sequência quando Lang é do tamanho de um pré-escolar e criou as duplas digitais para Ant-Man and the Wasp; O método usou o mesmo nível de detalhe nos naipes duplos digitais, independentemente da escala.

## Música
Em junho de 2017, Reed confirmou que Christophe Beck, que compôs a partitura para o Ant-Man, voltaria para o Ant-Man and the Wasp. Beck reprisou seu tema principal de Ant-Man, e também escreveu um novo para a Vespa, que dizia que ele queria ter "alta energia" e mostrar que ela estava mais certa de suas habilidades do que Lang. Ao escolher entre esses temas para cenas específicas ao longo do filme, Beck tentou escolher o tema Vespa com mais frequência para que houvesse "novidade suficiente na trilha para sentir que está indo para novos lugares, e não apenas uma reforma". Hollywood Records e Marvel Music lançaram o álbum da trilha sonora digitalmente em 6 de julho de 2018.

## Marketing
A arte conceitual e o "vídeo pré-CGI" para o filme foram exibidos na San Diego Comic-Con de 2017. Em janeiro de 2018, a Hyundai Motor America anunciou que o Hyundai Veloster 2019 teria um papel significativo no filme, com outros veículos Hyundai também aparecendo. O primeiro trailer do filme foi lançado em 30 de janeiro de 2018 no Good Morning America, e usou o riff de guitarra de "Ants Invasion" de Adam and the Ants. David Betancourt, do The Washington Post,classificou a liberação, um dia após a amplamente elogiada a estreia de Black Panther, de uma "jogada inteligente"; com Black Panther e Avengers: Infinity War também lançar em 2018", pode ser fácil [para] esquecer que hey, uma sequela de Ant-Man vem este ano... Portanto, é lógico que a Marvel Studios nos dê um rápido lembrete com o lançamento deste trailer". Tracy Brown, escrevendo para o Los Angeles Times, elogiou a forma como o trailer apresentava Van Dyne de Lilly, mostrando "ela sempre foi feita para ser uma super-heroína".
Um segundo trailer foi lançado em 1º de maio de 2018, após um vídeo teaser apresentando o elenco de Infinity War perguntando "onde estavam Homem-Formiga e a Vespa?" naquele filme. Graeme McMillan do The Hollywood Reporter sentiu o trailer fez a sensação filme "muito parecido com um antídoto intencional para, ou pelo menos alternativa para, a severidade do downbeat no final de Infinity War", chamando-o de 'um movimento inteligente', uma vez que poderia ser considerado "um limpador de paladar e prova de que a Marvel tem mais a oferecer... antes que o público mergulhe de volta na narrativa central com Captain Marvel do próximo ano." Em junho de 2018, Feige apresentou várias cenas do filme no CineEurope. Homem-Formiga e a Vespa: Nano Batalha!, atração inspirada no filme, estreada na Disneylândia de Hong Kong em 31 de março de 2019. Nela, Rudd e Lilly reprisam seus papéis em clipes feitos durante as refilmagens do filme. Os parceiros promocionais do filme incluíram Dell, Synchrony Financial e Sprint. A Disney gastou cerca de 154 milhões de dólares em todo o mundo promovendo o filme.

## Lançamento

### Teatral
Ant-Man and the Wasp teve sua estreia mundial no El Capitan Theatre em Hollywood em 25 de junho de 2018, e foi lançado nos Estados Unidos em 6 de julho de 2018, onde estreou em 4 206 cinemas, de dos quais 3 000 estavam em 3D, 403 em IMAX, mais de 660 em grande formato premium e mais de 220 em D-Box e 4D. O filme faz parte da Fase Três do UCM.
O filme estava programado para ser lançado no Reino Unido em 29 de junho de 2018, mas foi remarcado em novembro de 2017 para 3 de agosto de 2018, para evitar a competição com a Copa do Mundo FIFA 2018. Charles Gant, do The Guardian e Screen International, observou: "A preocupação dos distribuidores de filmes é que o público seja envolvido no torneio. Portanto, é mais fácil jogar pelo seguro e não namorar seu filme neste momento, especialmente durante a fase de grupos, quando todas as nações classificadas estão competindo." Tom Butler, do Yahoo! Movies UK, acrescentou que, ao contrário do primeiro filme, que foi um dos filmes do UCM de menor bilheteria no Reino Unido, os níveis de expectativa para o filme "estão em alta após os eventos de Infinity War" e "o público do Reino Unido provavelmente vai descobrir o que acontece no filme muito antes de estrear nos cinemas do Reino Unido, e isso pode ter um impacto negativo em seu potencial de bilheteria." Butler e Huw Fullerton, da Radio Times, opinaram que o adiamento também pode ser em parte porque a Disney também atrasou o lançamento de Incredibles 2, no Reino Unido, para 13 de julho de 2018 (um mês após seu lançamento nos Estados Unidos), e não quer competir consigo mesmo com os dois filmes. Isso, por sua vez, levou os fãs no país a iniciar uma petição na Change.org para que a Disney mudasse a data de lançamento para várias semanas, da mesma forma que o lançamento de Avengers: Infinity War no Estados Unidos foi adiantado em uma semana em maio do mesmo ano.

### Mídia doméstica
Ant-Man and the Wasp foi lançado em download digital pela Walt Disney Studios Home Entertainment em 2 de outubro de 2018 e em Ultra HD Blu-ray, Blu-ray e DVD em 16 de outubro. Os lançamentos digitais e Blu-ray incluem recursos de bastidores, uma introdução de Reed, cenas deletadas e erros de gravação. O lançamento digital também apresenta um olhar sobre o papel que a arte conceitual desempenha em dar vida aos vários filmes do UCM e um falso comercial para a Online Close-Up Magic University.

## Recepção

### Bilheteria
Ant-Man and the Wasp arrecadou 216,6 milhões de dólares nos Estados Unidos e Canadá, e 406 milhões de dólares em outros territórios, para um total mundial de 622,7 milhões de dólares. Após sua estreia, a Deadline Hollywood estimou que o filme teria um lucro líquido de cerca de 100 milhões de dólares. Tornou-se o décimo primeiro filme de maior bilheteria de 2018.
Ant-Man and the Wasp arrecadou 33,8 milhões de dólares em seu dia de estreia nos Estados Unidos e Canadá (incluindo 11,5 milhões de dólares nas prévias de quinta-feira à noite), e teve um fim de semana de abertura total de 75,8 milhões de dólares; isso foi uma melhoria de 33% em relação aos 57,2 milhões de dólares do primeiro filme. Sua estreia incluiu 6 milhões de dólares em telas IMAX. Em seu segundo fim de semana, o filme arrecadou 28,8 milhões de dólares, ficando em segundo lugar atrás de Hotel Transylvania 3: Summer Vacation, e em seu terceiro fim de semana arrecadou 16,1 milhões de dólares, ficando em quarto lugar. O filme ficou em sexto lugar em seu quarto fim de semana, em sétimo em seu quinto fim de semana e em décimo em seu sexto fim de semana.
Fora dos Estados Unidos e Canadá, o filme arrecadou 85 milhões de dólares em 41 mercados, onde estreou em primeiro lugar em todos, exceto na Nova Zelândia. Sua inauguração na Coreia do Sul foi de 20,9 milhões de dólares (incluindo prévias). A abertura de 15,5 milhões de dólares do mercado sem prévias foi a segunda melhor abertura de 2018 atrás de Avengers: Infinity War. Em seu segundo fim de semana, jogando em 44 mercados, permaneceu em primeiro lugar na Austrália, Hong Kong, Coreia do Sul e Cingapura. O filme estreou na França em seu terceiro fim de semana, arrecadando 4,1 milhões de dólares, e estreou na Alemanha em seu quarto, onde foi número um e arrecadou 2,8 milhões de dólares, incluindo pré-visualizações. No fim de semana seguinte, Ant-Man and the Wasp estreou em primeiro lugar (incluindo prévias) no Reino Unido, onde arrecadou 6,5 milhões de dólares, e duas semanas depois, a Itália estreou em primeiro lugar com 2,7 milhões de dólares (incluindo prévias). Em seu oitavo fim de semana, a estreia de 68 milhões de dólares do filme na China foi a quarta melhor estreia do UCM na China e a terceira maior estreia de Hollywood em 2018. 7,2 milhões de dólares vieram de IMAX, que foi a melhor estreia de IMAX de agosto na China. O filme estreou no Japão no fim de semana seguinte, arrecadando 3,7 milhões de dólares, o que foi o melhor filme de faroeste no fim de semana. Desde 9 de setembro de 2018, os maiores mercados do filme foram a China (117,5 milhões de dólares), Coréia do Sul (42,4 milhões de dólares) e o Reino Unido (21,5 milhões de dólares).

### Resposta crítica
No site de agregação de críticas Rotten Tomatoes, o filme tem uma taxa de aprovação de 87% com uma classificação média de 7/10, com base em 428 resenhas. O consenso crítico do site diz: "Um filme de super-herói mais leve e brilhante alimentado de um carisma sem ser forçado por Paul Rudd e Evangeline Lilly, Ant-Man e The Wasp oferece algo diferente e muito necessário para o UCM." No Metacritic, o filme tem uma pontuação média ponderada de 70 em 100, com base em 56 críticos, indicando "críticas geralmente favoráveis". O público entrevistado pela CinemaScore deu ao filme uma nota média de "A–" em uma escala de A+ a F, abaixo do "A" obtido pelo primeiro filme.
Peter Travers, escrevendo para a Rolling Stone, deu ao filme 3 de 4 estrelas e elogiou Rudd e Lilly, dizendo: "O segredo de Ant-Man and the Wasp é que funciona melhor quando não se esforça tanto, quando deixa o charme triunfar sobre os excessos e prova que menos pode ser mais ainda no universo da Marvel." Richard Roeper, do Chicago Sun-Times, elogiou o tom leve como um prazer e uma respiração após a "conclusão dramaticamente pesada" de Avengers: Infinity War. Ele também elogiou o elenco, especialmente Rudd e Fortson, bem como os efeitos visuais e o uso criativo de encolher e crescer nas cenas de ação. Manohla Dargis, do The New York Times, sentiu que o tom "rápido, brilhante e alegre" do filme foi uma grande melhoria em relação ao primeiro filme, elogiando a direção de Reed. Ela também elogiou Rudd, sentiu que Lilly encontrou "seu ritmo" no filme e escreveu que todo o elenco de apoio tinha sequências de "roubo de cena". Simon Abrams, do RogerEbert.com, disse que o filme era "bom o suficiente", uma sequência "bagunçada, mas satisfatória", que ele sentiu que conseguiu conciliar seus muitos subenredos enquanto proporcionava a Lang de Rudd um desenvolvimento decente do personagem.
Owen Gleiberman, da Variety, chamou o filme de "mais rápido, engraçado e astuciosamente confiante do que o original", e sentiu que Reed foi capaz de dar ao filme personalidade suficiente para superar suas duas horas de duração e clímax com muitos efeitos. Ele advertiu que isso "não era exatamente a mesma coisa que humanidade. Mas é o suficiente para se qualificar como a versão em miniatura." No The Washington Post, Ann Hornaday chamou o filme de "instantaneamente esquecível" e criticou seu enredo, que ela sentiu incluir alguns subenredos "preenchedores", mas achou o filme "não menos agradável" por causa disso. Ela elogiou particularmente Rudd junto com a ação e os efeitos. Escrevendo para o The Boston Globe, Ty Burr chamou-o de um "filme de ar-condicionado de verão" perfeito, achando-o divertido, engraçado, superficial e uma melhoria em relação ao primeiro. Ele também escreveu que o filme tinha muitos subenredos e achou que o retrato de Pfeiffer não foi o suficiente, mas estava satisfeito com a falta de conexão que a história geral tinha com o resto do UCM, e com o foco na comédia "pop trash". Stephanie Zacharek, que escreve para a Time, disse que foi "difícil não gostar ativamente" do filme, que ela considerou ter uma ação razoavelmente divertida e momentos de destaque entre Rudd e Fortson; mas ela não ficou tão impressionada com as sequências de ação maiores e cheias de efeitos e sentiu que o foco em Lilly como um herói melhor do que Rudd estava "apenas marcando caixas em nome da igualdade de gênero".

### Prêmios e indicações
| Premiação                          | Data de cerimônia      | Categoria                                                               | Destinatário(s)                                                                           | Resultado | Ref(s)  |
| ---------------------------------- | ---------------------- | ----------------------------------------------------------------------- | ----------------------------------------------------------------------------------------- | --------- | ------- |
| Golden Trailer Awards              | 29 de maio de 2019     | Melhor Ação Home Ent                                                    | "Bonus Trailer" (Tiny Hero)                                                               | Indicado  | [ 129 ] |
| Golden Trailer Awards              | 29 de maio de 2019     | Melhor Aventura de Fantasia Home Ent                                    | "Watch Me" (Trailer Park, Inc.)                                                           | Indicado  | [ 129 ] |
| Golden Trailer Awards              | 29 de maio de 2019     | Melhor Anúncio de Aventura de Fantasia na TV (para um Longa-metragem)   | "War" (AV Squad)                                                                          | Indicado  | [ 129 ] |
| Golden Trailer Awards              | 29 de maio de 2019     | Melhor Anúncio de Locução na TV (para um longa-metragem)                | "War" (AV Squad)                                                                          | Indicado  | [ 129 ] |
| Hollywood Music in Media Awards    | 14 de novembro de 2018 | Trilha sonora original - Filme de ficção científica / fantasia / terror | Christophe Beck                                                                           | Indicado  | [ 130 ] |
| St. Louis Film Critics Association | 16 de dezembro de 2018 | Melhor Filme de Ação                                                    | Ant-Man and the Wasp                                                                      | Indicado  | [ 131 ] |
| Screen Actors Guild Awards         | 27 de janeiro de 2019  | Excelente Desempenho de um Conjunto de Dublês em um Filme               | Ant-Man and the Wasp                                                                      | Indicado  | [ 132 ] |
| Teen Choice Awards                 | 11 de agosto de 2019   | Prémio Teen Choice de Melhor Filme de Ação                              | Ant-Man and the Wasp                                                                      | Indicado  | [ 133 ] |
| Teen Choice Awards                 | 11 de agosto de 2019   | Melhor Ator de Filme de Ação                                            | Paul Rudd                                                                                 | Indicado  | [ 133 ] |
| Teen Choice Awards                 | 11 de agosto de 2019   | Melhor Atriz de Filme de Ação                                           | Evangeline Lilly                                                                          | Indicado  | [ 133 ] |
| Visual Effects Society Awards      | 5 de fevereiro de 2019 | Excelente Ambiente criado em um Recurso Fotorrealista                   | Florian Witzel, Harsh Mistri, Yuri Serizawa, Can Yuksel para Journey to the Quantum Realm | Indicado  | [ 134 ] |

## Sequência
Uma sequência, Ant-Man and the Wasp: Quantumania, está agendada para ser lançada em 17 de fevereiro de 2023, com Reed retornando para dirigir e Jeff Loveness escrevendo o roteiro. Rudd, Lilly, Douglas e Pfeiffer reprisam seus papéis, enquanto Kathryn Newton assume o papel de Cassie Lang. Jonathan Majors junta-se como Kang, o Conquistador.